# Instrumentum domesticum

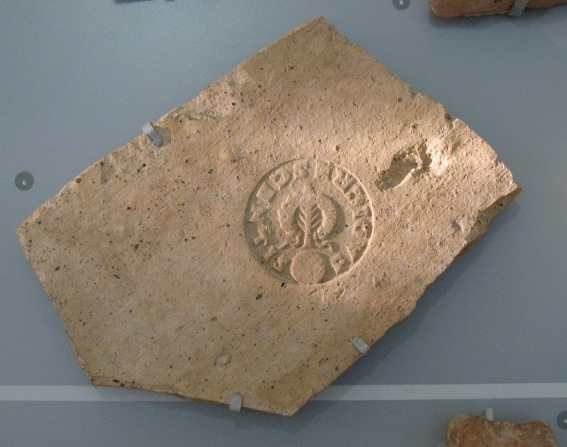
CIL XV 1135, Tegula, Crypta Balbi, Roma, Italia

Per instrumentum domesticum si intende, in epigrafia, l'insieme di strumenti e oggetti per l'utilizzo quotidiano e domestico. In senso esteso, sono comprese le iscrizioni (di proprietà, beneauguranti, apotropaiche, e così via) apposte su tali elementi.
Sono generalmente considerate instrumenta domestica anche le sortes - lamine o bastoncini con frasi oracolari - e le defixiones - tavolette con formule di magia nera o invocazioni di morte per l'avversario.
Il loro studio consente di ricavare informazioni non altrimenti reperibili, come usi di vita quotidiana, luoghi di produzione di oggetti e vie di penetrazione commerciale degli stessi, proprietà dell'elemento con conseguenti possibili identificazioni correlate.